# Laatamna (Berkane)
Laatamna (en àrab العثامنة, al-ʿAṯāmna; en amazic ⵍⵄⵜⴰⵎⵏⴰ) és una comuna rural de la província de Berkane, a la regió de L'Oriental, al Marroc. Segons el cens de 2014 tenia una població total de 13.996 persones.